# 寿州 (金朝)
寿州，中国金朝时设置的州。
北宋的乐寿县属于河间府，金太宗天会七年（1129年）金朝升乐寿县置寿州，治所在乐寿县（今河北省献县）。寿州为刺史州，是河间府支郡，隶属于河北东路。金海陵王天德三年（1151年）寿州改为献州，就是今天献县得名的来源。